# Conseil de Warringah
Le conseil de Warringah (en anglais : Warringah Council) est une ancienne zone d'administration locale qui était située dans l'agglomération de Sydney, dans l'État de Nouvelle-Galles du Sud, en Australie. Il a existé de 1906 à 2016, date à laquelle il est rattaché au conseil de Northern Beaches.

## Géographie
La zone s'étendait sur 152 km2 dans la grande banlieue au nord-est du centre-ville de Sydney, dans la région des Northern Beaches, entre les lagons de Narrabeen au nord et de Manly au sud et bordée par l'océan Pacifique à l'est.

### Quartiers
| - Allambie Heights - Beacon Hill - Belrose - Brookvale - Collaroy - Cottage Point | - Cromer - Curl Curl - Davidson - Dee Why - Duffys Forest - Forestville | - Frenchs Forest - Freshwater - Ingleside - Killarney Heights - Manly Vale - Narrabeen | - Narraweena - North Balgowlah - North Curl Curl - North Manly - Oxford Falls - Queenscliff - Terrey Hills |

## Histoire
La zone est établie le 7 mars 1906 sous le nom de conseil du comté de Warringah (Warringah Shire Council). Le 1er mai 1992, la partie nord-est en est détachée pour former le conseil de Pittwater. La zone devient le conseil de Warringah en 1993.
En 2015, dans le cadre du regroupement des zones administratives, différents projets de fusion sont proposés. Le 12 mai 2016, le ministre des collectivités locales de Nouvelle-Galles du Sud décide de la fusion du conseil de Warringah avec ceux de Pittwater et de Manly pour former la nouvelle zone du conseil de Northern Beaches.

## Crédit d'auteurs
- (en) Cet article est partiellement ou en totalité issu de l’article de Wikipédia en anglais intitulé « Warringah Council » (voir la liste des auteurs).